# (3585) Goshirakawa
(3585) Goshirakawa (1987 BE) – planetoida z pasa głównego asteroid okrążająca Słońce w ciągu 5,38 lat w średniej odległości 3,07 j.a. Odkryli ją Tsuneo Niijima i Takeshi Urata 28 stycznia 1987 roku.